# Богомолова, Наталия Эдуардовна
Натали́я Эдуа́рдовна Богомо́лова (23 февраля 1940, Москва — 6 декабря 2023, Москва) — советский и российский художник-мультипликатор, художник-постановщик и режиссёр, Заслуженный художник Российской Федерации (2012).
В фильмографии Натальи Богомоловой более 200 советских и российских мультфильмов, среди которых «Котёнок по имени Гав», «Каникулы в Простоквашино» и «Винни Пух».

## Биография
С 1951 по 1955 год училась в Московской городской художественной школе № 1. В 1959—1961 годах училась на курсах художников-мультипликаторов при «Союзмультфильме» и на историческим факультете МГУ (с 1962 по 1968 год). В 1957 году работала декоратором в театре имени Моссовета, в 1959 по 1999 года — мультипликатор на киностудии «Союзмультфильм» (также выступала в качестве художника-постановщика, в 1975 — и как режиссёр). Сотрудничала со студиями «ФАФ», «ШАР», «Мастер-фильм», «Кристмас Филмз». Входила в правление АП «Киностудия „Союзмультфильм“» (1997—1999 года). Занимается живописью и графикой. Член АСИФА.
Наталия Богомолова была выдвинута на получение II Национальной анимационной премии «Икар».
Умерла 6 декабря 2023 года в возрасте 83 лет. Прах захоронен на Головинском кладбище.

## Фильмография

### Режиссёр
- 1976 — Весёлая карусель № 8. Почему у льва большая грива?

### Художник-постановщик
- 1966 — Рай в шалаше
- 1966 — Согласованный пиджак (Фитиль № 50)
- 1967 — Разберём-соберём (Фитиль № 55)
- 1972 — В лесу родилась ёлочка
- 1976 — Весёлая карусель № 8. Почему у льва большая грива?
- 1979 — Пациент с бутылкой

### Художник-мультипликатор
- 1962 — История одного преступления
- 1962 — Королева зубная щётка
- 1962 — Небесная история
- 1963 — Миллионер
- 1963 — Шутки
- 1964 — Дядя Стёпа — милиционер
- 1964 — Светлячок № 5
- 1965 — Пастушка и трубочист
- 1965 — Приключения запятой и точки
- 1966 — Букет
- 1966 — Светлячок № 7
- 1966 — Сегодня день рождения
- 1967 — Песенка мышонка
- 1967 — Раз-два, дружно!
- 1967 — Четверо с одного двора
- 1967 — Шпионские страсти
- 1968 — Пингвины
- 1969 — Винни-Пух
- 1969 — Дед Мороз и лето
- 1969 — Крылья дядюшки Марабу
- 1969 — Мы ищем кляксу
- 1969 — Что такое хорошо и что такое плохо
- 1970 — Быль-небылица
- 1970 — Весёлая карусель № 2. Небылицы
- 1970 — Катерок
- 1970 — Синяя птица
- 1972 — Винни-Пух и день забот
- 1972 — Вокруг света поневоле
- 1972 — Волшебная палочка
- 1973 — Мы с Джеком
- 1973 — Остров
- 1973 — Сокровища затонувших кораблей
- 1973 — Как это случилось
- 1974 — Дарю тебе звезду
- 1974 — Как козлик землю держал
- 1974 — Пони бегает по кругу
- 1974 — Алёнкин цыплёнок
- 1974 — Петер — весёлый обманщик. Сказка за сказкой
- 1974 — Шёл трамвай десятый номер
- 1975 — Достать до неба
- 1975 — Радуга
- 1975 — Фантик (Первобытная история)
- 1975 — Я вспоминаю…
- 1975 — Весёлая карусель № 7
- 1976 — Голубой щенок
- 1976 — О том как гном покинул дом
- 1976 — Почтовая рыбка
- 1977 — Бобик в гостях у Барбоса
- 1977 — Котёнок по имени Гав. Выпуск № 2
- 1977 — Пятачок
- 1978 — Алим и его ослик
- 1978 — Весёлая карусель № 10. Бабочка и тигр
- 1978 — На задней парте. Выпуск № 1
- 1978 — Наш друг Пишичитай. Выпуск № 1
- 1978 — Ограбление по…
- 1979 — Котёнок по имени Гав. Выпуск № 3
- 1979 — Почему ослик заупрямился?
- 1979 — Баба-Яга против! Выпуск № 1
- 1980 — Баба-Яга против! Выпуск № 2
- 1980 — Девочка и медведь
- 1980 — Каникулы в Простоквашино
- 1980 — Наш друг Пишичитай. Выпуск № 3
- 1980 — Пустомеля
- 1981 — Пёс в сапогах
- 1981 — Приключения Васи Куролесова
- 1981 — Приключение на плоту
- 1981 — Халиф-аист
- 1982 — Великан-эгоист
- 1982 — Верное средство
- 1982 — Весёлая карусель № 12. Что случилось с крокодилом?
- 1982 — Жил-был пёс
- 1982 — Парадоксы в стиле рок
- 1982 — Тайна жёлтого куста
- 1982 — У попа была собака
- 1983 — О, море, море!..
- 1983 — Путешествие муравья
- 1983 — Снегирь
- 1984 — Контакты. Конфликты. Выпуск № 1
- 1984 — На задней парте. Выпуск № 3
- 1984 — Про Фому и про Ерёму
- 1984 — Про шмелей и королей
- 1984 — Птицелов
- 1984 — Разрешите погулять с вашей собакой
- 1985 — Грибной дождик
- 1985 — Контакты. Конфликты. Выпуск № 2
- 1985 — Королевский бутерброд
- 1985 — Мы с Шерлоком Холмсом
- 1985 — На задней парте. Выпуск № 4
- 1985 — Про Сидорова Вову
- 1985 — Терёхина таратайка
- 1985 — Игра — Весёлая карусель № 16
- 1986 — Название неизвестно — проверить
- 1986 — Весёлая карусель № 17. Состязание
- 1986 — Контакты. Конфликты. Выпуск № 3
- 1986 — Весёлая карусель № 18
- 1986 — Сказка о глупом муже
- 1986 — Трое на острове
- 1986 — Переменка № 5. Холодно, холодно, холодно!
- 1987 — Обезьянки. Как обезьянки обедали
- 1987 — Как ослик грустью заболел
- 1987 — Контакты. Конфликты. Выпуск № 4
- 1987 — Коротышка — зелёные штанишки
- 1987 — Мартынко
- 1987 — Му-Му
- 1987 — С 9.00 до 18.00
- 1988 — Возвращение блудного попугая (выпуск 3)
- 1988 — Доверчивый дракон
- 1988 — Мария, Мирабела в Транзистории
- 1988 — Лев и девять гиен
- 1988 — Ограбление по… (новая редакция)
- 1988 — Таракан
- 1989 — Всех поймал
- 1989 — Мальчик и лягушонок
- 1989 — Мико — сын Павловой
- 1989 — Стереотипы
- 1990 — Весёлая карусель № 20. Стекло
- 1990 — Весёлая карусель № 20. Барашек
- 1990 — Весёлая карусель № 21
- 1990 — Весёлая карусель № 22. Военная тайна
- 1990 — Когда-то давно
- 1990 — Невиданная, неслыханная
- 1990 — Приключения кузнечика Кузи (история первая)
- 1991 — Приключения кузнечика Кузи (история вторая)
- 1991 — Иван-царевич и серый волк
- 1992 — Весёлая карусель № 24. Случай на болоте
- 1993 — Обезьянки, вперёд
- 1993 — Рождественская фантазия
- 1993 — Весёлая карусель № 26. Если бросить камень вверх
- 1995 — Лев с седой бородой
- 1995 — Обезьянки в опере
- 1995 — Весёлая карусель № 29. Сказка про дурака Володю
- 1996 — Весёлая карусель № 30. Тайна
- 1997 — Долгое путешествие
- 1997 — Незнайка на луне
- 1997 — Обезьянки. Скорая помощь
- 1997 — Приключения в океане (Медвежья спасательная служба. Фильм 2)
- 1997 — Погоня в космосе (Медвежья спасательная служба. Фильм 4)
- 2000 — Лукоморье. Няня
- 2000 — Человек в пустыне
- 2001 — Колыбельная
- 2001 — Ёлочка для всех
- 2002 — Из жизни разбойников
- 2003 — Полынная сказка в три блина длиной
- 2003 — Хорошо забытое старое
- 2004 — Из жизни разбойников II
- 2004 — Ключи от времени
- 2005 — Ну, погоди! (выпуск 19)
- 2005 — Про лысую принцессу
- 2005 — Лу. Рождественская история
- 2007 — Румпельштильцхен
- 2007 — Медвежий угол
- 2008 — Смотря как посмотреть
- 2009 — День рождения Алисы
- 2009 — Сын прокурора спасает короля
- 2010 — Тайна Сухаревой башни. Наряд принцессы ночи
- 2012 — Буроба
- 2014 — День медведя
- 2015 — Попугай-дурак шлёт вам привет!
- 2015 — Михаил Иванович Глинка (Сказки старого пианино)